# آچارشلاقی (ترانه)
آچار شلاقی (به انگلیسی: Monkey Wrench) نام ترانه‌ای از فو فایترز گروه راک آمریکایی است. این ترانه اولین تک‌آهنگ از دومین آلبوم استودیویی گروه به نام رنگ و رخ است که در سال ۱۹۹۷ منتشر شد. ترانه شرحی است بر وقایع اتفاق افتاده در طی ازدواج چهار ساله دیو گرول با Jennifer Youngblood و جدایی آنها در سال ۱۹۹۷. این ترانه ۱۵ هفته در جدول ترانه‌های مدرن راک داغ بیلبورد باقی ماند و تا رتبه ۹ بالا آمد. برای این ترانه یک موزیک ویدئو هم درست شده که توسط خود دیو گرول کارگردانی شده‌است. از این ترانه در بازی Guitar Hero II هم استفاده شده‌است. در سال ۱۹۹۹، کرنگ! این ترانه را در رتبه ۴۸ در فهرست ۱۰۰ ترانه برتر راک همه دوران‌ها قرار داد و در سال ۲۰۰۲ هم ان را در رتبه ۲۲ ۱۰۰ تک‌آهنگ برتر همه دوران‌ها قرار داد. مجله کیو هم این ترانه را در رتبه ۶۵ در فهرست ۱۰۰ ترانه برتر همه دوران‌ها قرار داد.